# Tecla Marinescu
Tecla Marinescu-Borcănea (Constanza, 4 de enero de 1960) es una deportista rumana que compitió en piragüismo en la modalidad de aguas tranquilas.
Participó en los Juegos Olímpicos de Los Ángeles 1984, obteniendo una medalla de oro en la prueba de K4 500 m. Ganó dos medallas de bronce en el Campeonato Mundial de Piragüismo en los años 1983 y 1986.

## Palmarés internacional
| Juegos Olímpicos   | Juegos Olímpicos             | Juegos Olímpicos  | Juegos Olímpicos |
| Año                | Lugar                        | Medalla           | Evento           |
| ------------------ | ---------------------------- | ----------------- | ---------------- |
| 1984               | Los Ángeles (Estados Unidos) | Medalla de oro    | K4 500 m         |
| Campeonato Mundial |                              |                   |                  |
| Año                | Lugar                        | Medalla           | Evento           |
| 1983               | Tampere (Finlandia)          | Medalla de bronce | K4 500 m         |
| 1986               | Montreal (Canadá)            | Medalla de bronce | K4 500 m         |